# Arzano (Finistère)
Arzano település Franciaországban, Finistère megyében. Lakosainak száma 1440 fő (2022. január 1.). Arzano Cléguer, Pont-Scorff, Plouay, Guilligomarc’h, Locunolé, Rédené és Tréméven községekkel határos.

## Népesség
A település népességének változása:
| Lakosok száma | 1206 | 1113 | 1224 | 1325 | 1384 | 1387 | 1387 | 1376 | 1397 | 1440 |
|               | 1968 | 1982 | 1990 | 2006 | 2013 | 2015 | 2017 | 2019 | 2020 | 2022 |